# نیکرک
نیکرک (به هلندی: Niekerk) یک منطقهٔ مسکونی در هلند است که در خروته‌خاست واقع شده‌است. نیکرک ۱٬۳۹۵ نفر جمعیت دارد.